# (2035) Stearns
(2035) Stearns est un astéroïde de la ceinture principale, également aréocroiseur.

## Description
(2035) Stearns est un astéroïde de la ceinture principale. Il fut découvert par James B. Gibson le 21 septembre 1973 à El Leoncito. Il présente une orbite caractérisée par un demi-grand axe de 1,88 UA, une excentricité de 0,1315 et une inclinaison de 27,75° par rapport à l'écliptique.
Il fut nommé en hommage à Carl Leo Stearns (en) (1892-1972), professeur d'astronomie.
Stearns est un astéroïde qui fait partie du groupe de Hungaria, un grand groupe qui forme la concentration la plus dense d'astéroïdes dans le système solaire.

## Compléments